# Гофман, Георг Франц
Гео́рг Франц Го́фман (нем. Georg Franz Hoffmann; 1760—1826) — немецкий и русский ботаник и лихенолог, свыше 20 лет работавший в России, первый ординарный профессор кафедры ботаники и первый директор Ботанического сада Московского университета.

## Биография
Родился в семье доктора медицины, штадт-физика. Датой рождения долгое время источники называли 13 января 1760 года. В настоящее время ряд источников (в частности, «Московские профессора XVIII — начала XX веков») указывают: 8 (19) января 1761 года (13 (24) июня 1760). Родился в Баварии, в Маркбрейте. В родительском доме занимался главным образом музыкой и рисованием. в 13 лет отправился в Херборн к своему дяде, медику и ботанику Адаму Гофману, дочь которого обучила его языкам: латинскому, греческому, французскому. Большое влияние на выбор жизненного пути Георга Гофмана оказал дядя, заинтересовав его ботаникой.
С 17 лет учился в Эрлангенском университете, который окончил в 1786 году со степенью доктора медицины, занимался ботаникой под руководством профессора И. Х. Шребера, издал важный труд в области тайнобрачных растений — «Историю ив», для которой собственноручно выполнил все рисунки и гравюры. Читал лекции в Эрлангенском университете (1787—1792), профессор ботаники в Гёттингенском университете (1792—1803) и, одновременно, возглавлял университетский ботанический сад. Его лекции в Гёттингенском университете посещали И. В. Гёте, А. фон Гумбольдт и будущий король Баварии Людвиг (крестивший старшего сына Гофмана).
Гофману принадлежит ряд выдающихся трудов по систематике: монография о лишайниках (Enumeratio lichenum…, 1784), первая германская флора (Deutschlands Flora, Эрланген, 1794). 
Гофмана, как известного ботаника, в особенности благодаря его работам по лишайникам, в сентябре 1804 года пригласили в Россию, где он занял должность ординарного профессора открытой в том же году кафедры ботаники отделения физических и математических наук Московского университета. Создав на базе Аптекарского огорода Ботанический сад, он стал его первым директором. Гофман говорил о саде:

Надеюсь, что … при благорасположении фортуны, возрастании расходов и жалований, благоприятном расширении и новых поступлениях сад наш будет не хуже ни одного из наипервейших европейских.
Усилиями Гофмана в ботаническом саду были возведены две оранжереи с большой каменной аудиторией, дом директора, дом садовода и службы. Коллекции сада активно использовались для демонстрации на лекциях по ботанике (публичных и частных), которые Гофман читал на латинском и немецком языках. Помимо деятельности в университете Гофман много работал в ботаническом саду графа А. К. Разумовского в Горенках, считавшегося до 1830-х годов одним из чудес Москвы. Занимал также должность профессора ботаники и фармакологии Московской медико-хирургической академии.
Работая в Москве, Гофман опубликовал классическую монографию семейства Зонтичные (Genera Plantarum Umbelliferarum, 1814, 1816), а также описал флору Ботанического сада Московского университета, содержащее 3 528 видов растений (1808). Гофман собрал большой гербарий, вошедший в гербарий Московского университета. Гофман перевёз из Германии в Россию обширные гербарные коллекции, в том числе помимо своего личного гербария, коллекция ученика К. Линнея Ф. Эрхарта (в составе которой были образцы, принадлежащие Линнею) и значительная часть коллекции, собранной Иоганном и Георгом Форстерами во время второго кругосветного путешествия Дж. Кука. Эти коллекции являются одними из наиболее ценных материалов Гербария МГУ.
Член многих европейских и российских учёных обществ, выступил одним из основателей Московского общества испытателей природы.
Был награждён орденом Св. Анны 2-й степени (1822).
Умер от последствий тяжёлой простуды 5 (17) марта 1826 года (5 (17) мая 1826) в Москве.

## Труды
В своём главном труде «Лишайниковые растения…» (на латинском языке) он подробно описал накипные, листоватые и куститстые виды лишайников, сопроводив описания цветными рисунками на 72 таблицах. Гофман разделил род Lichen на ряд более мелких, создал иконографию лишайников, а также изучал возможности их хозяйственного использования (красильные и кормовые свойства).
Гофман занимался также систематикой трудных полиморфных родов и семейств цветковых растений, в частности, — зонтичных. Он положил в основу их классификации карпологические признаки; разработал терминологию вегетативных и репродуктивных органов для описания представителей семейства.
Кроме всего, Гофман был специалистом по ивам.

## Названы в честь Гофмана
В 1787 году  шведский ботаник Петер Улоф Сварц описал род растений семейства Мареновые (Rubiaceae) и назвал в его честь Гофмана — Гофмания (Hoffmannia).